# Mont Manglayang
 (janvier 2017).
Le mont Manglayang est un stratovolcan situé à 25 km à l'est de Bandung, sur l'île de Java en Indonésie. Le volcan est situé dans le kabupaten de Bandung, au centre de la province de Java occidental. Il fait partie de la chaîne de volcans qui compose le relief volcanique du nord du district de Bandung, incluant le Tangkuban Parahu. Le Manglayang culmine à 1 835 mètres d'altitude et possède une hauteur de culminance de 338 mètres.